# Instruktionalismus
Der Instruktionalismus ist eine Lerntheorie, in der der Lernende instruiert wird, etwas zu tun. Dem Lernenden wird Wissen vermittelt, welches dieser passiv aufnehmen soll. Dieses vermittelte Wissen wird durch Übungen vertieft, bspw. bei der Vier-Stufen-Methode.
Diese Lerntheorie folgt dem Modell des Behaviorismus, d. h., dass Reiz-Reaktions-Modelle verstärkt werden. Auf einen bestimmten Reiz wird eine Reaktion antrainiert.
Vorteilhaft an diesem Lernmodell ist, dass der Lernprozess sehr einfach ist, der Lernende wenig Eigenverantwortung für seinen Lernprozess haben muss, da dieser vorgegeben ist und weiter der Lernerfolg gut kontrollierbar ist, da den Lernenden die Lernziele vordefiniert werden. Das vermittelte Wissen ist somit kollaborativ.
Nachteilig ist hier, dass der Lernende als Individuum unberücksichtigt bleibt. Es wird kaum auf sein Vorwissen, seine Erfahrungen und Stärken eingegangen. Daraus folgt, dass auch das erlernte Wissen wenig individuell ist. Hieraus folgt, dass dieses erlernte Wissen schlecht beim Lernenden gespeichert wird.
Siehe auch Konstruktionismus.